# Bicălatu, Cluj

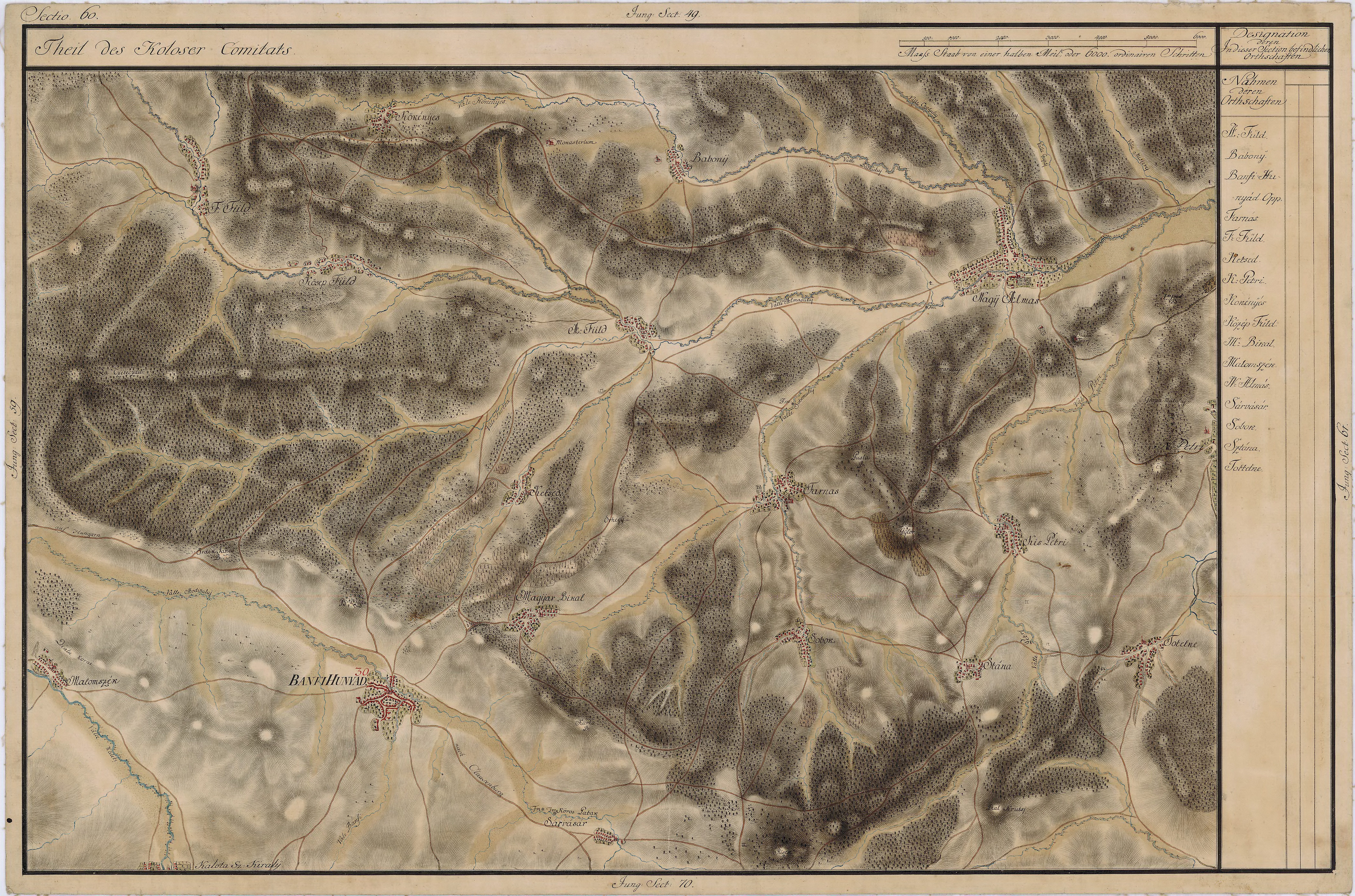
Bicălatu pe Harta Iosefină a Transilvaniei, 1769-1773

Bicălatu (în maghiară Magyarbikal) este o localitate componentă a orașului Huedin din județul Cluj, Transilvania, România.

## Obiective turistice
- Cetatea Bicălatu
- Biserica reformată din Bicălatu

## Galerie de imagini

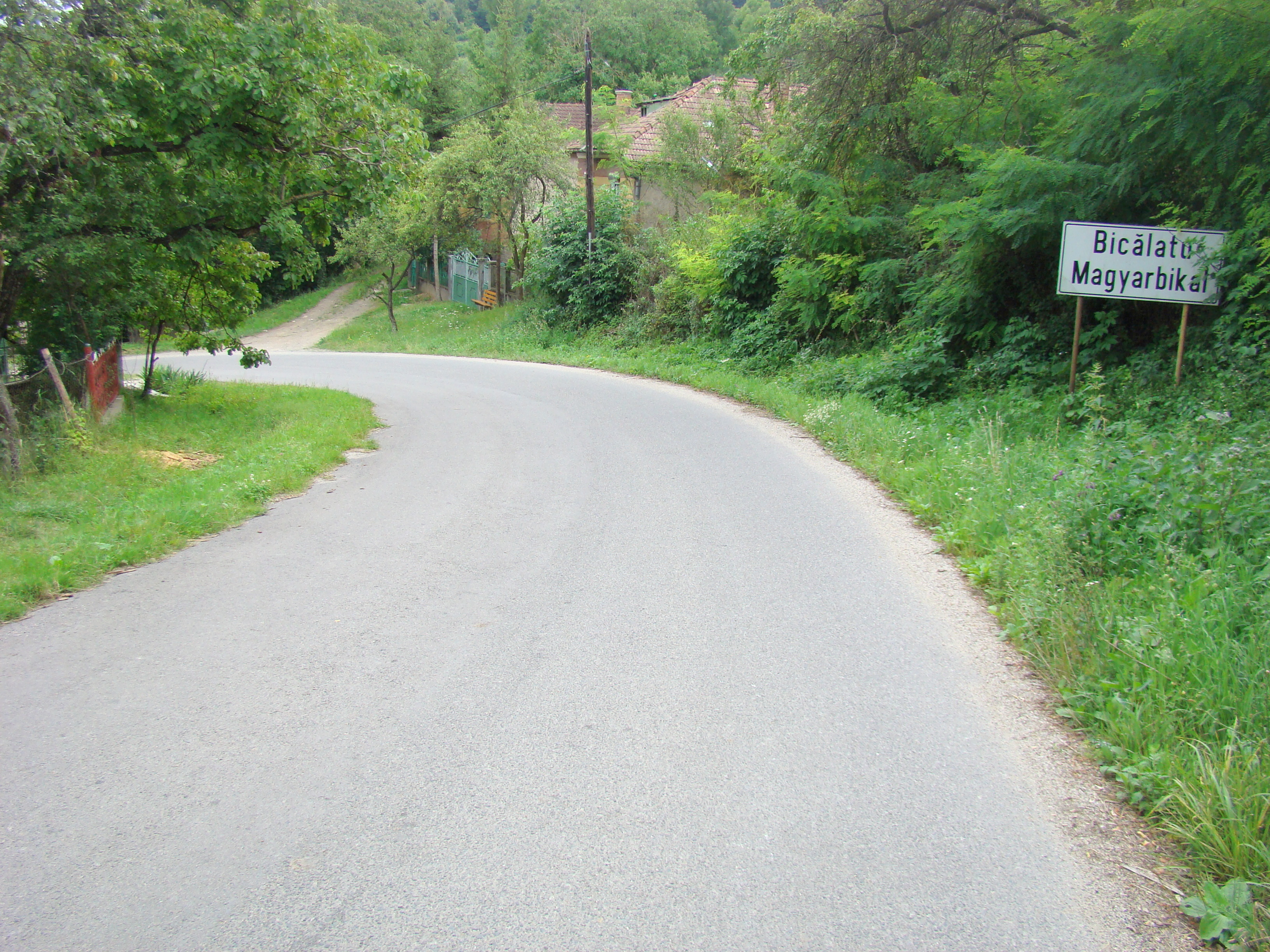
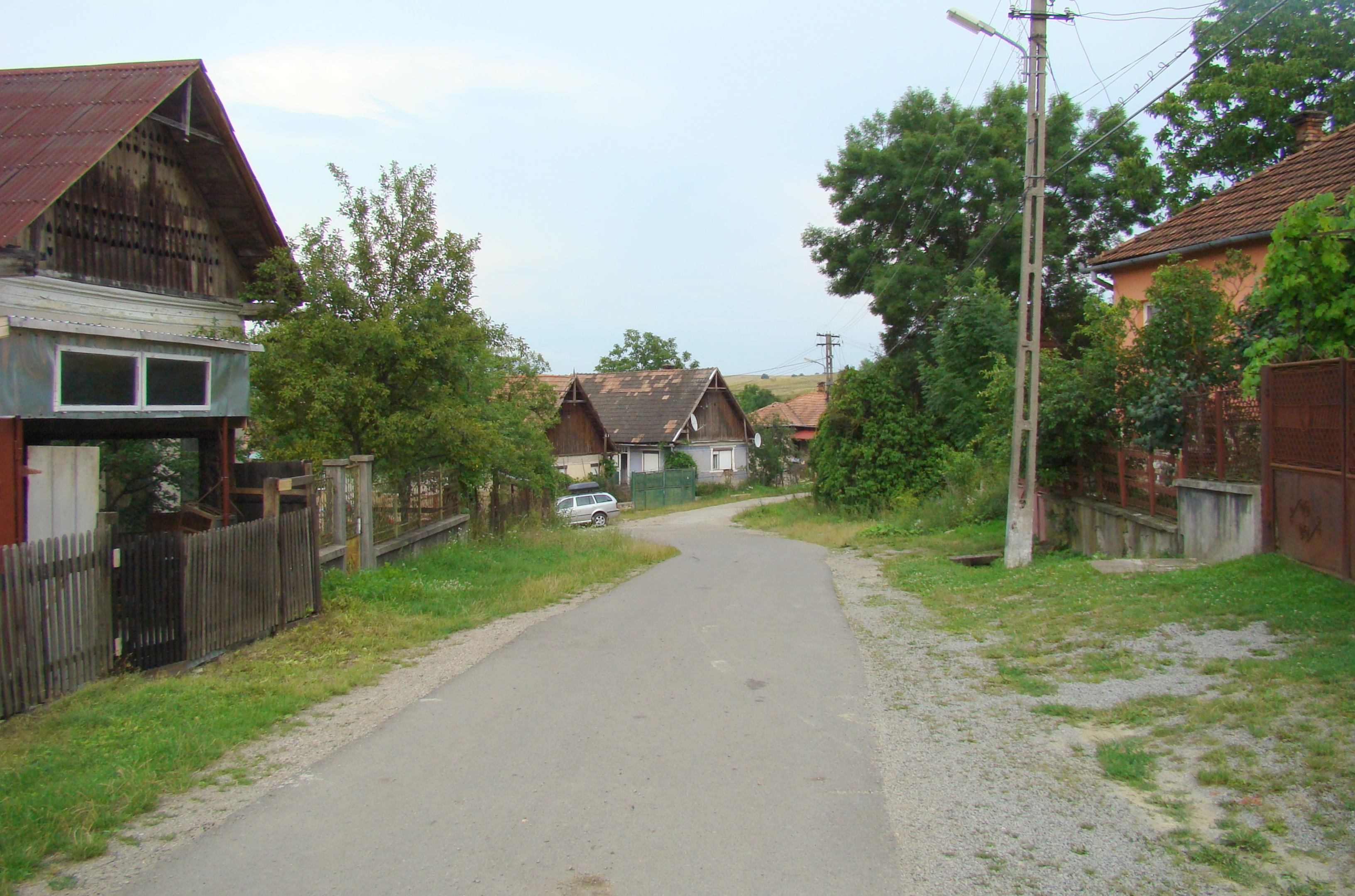
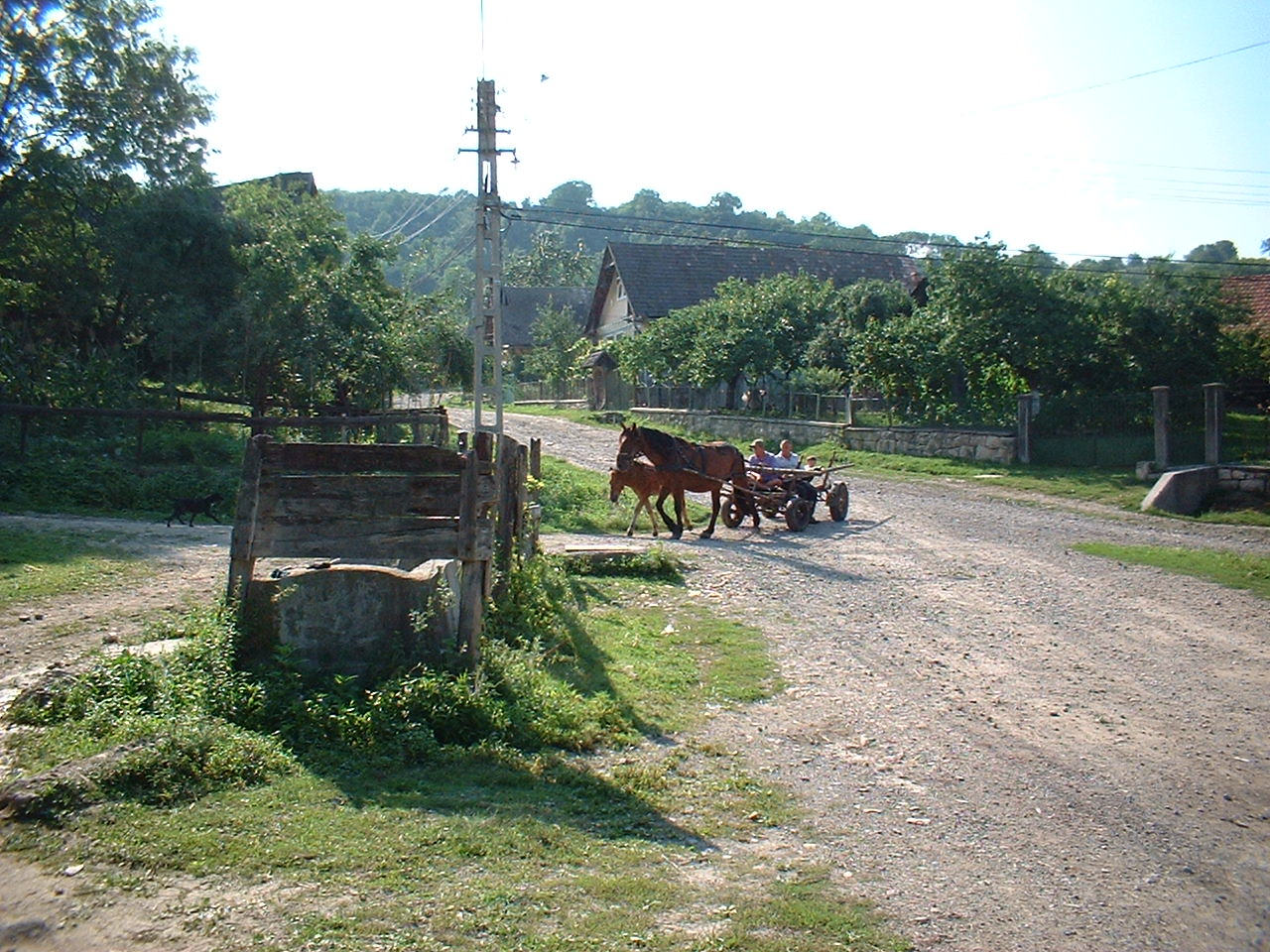
Imagine din Bicălatu
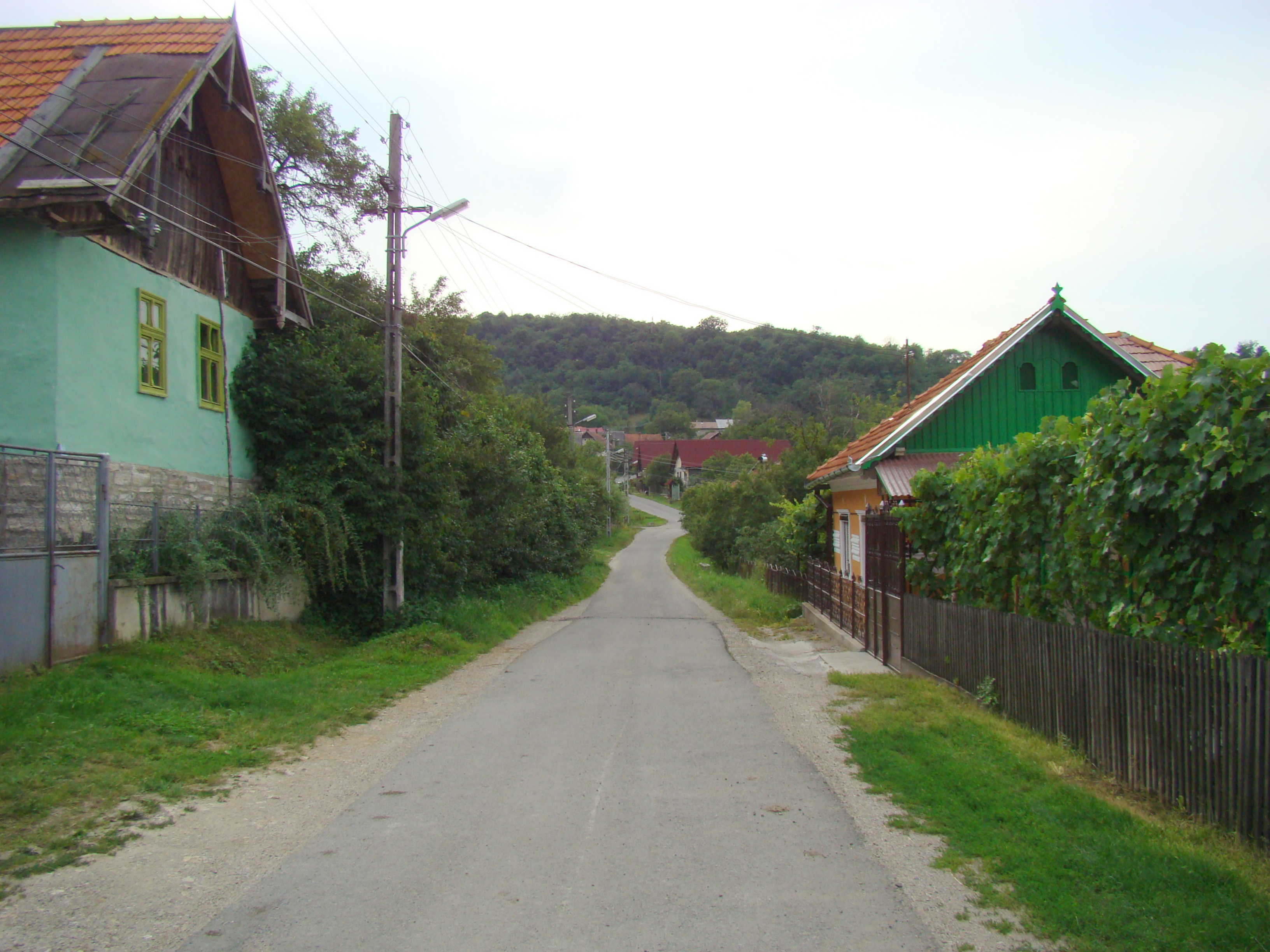
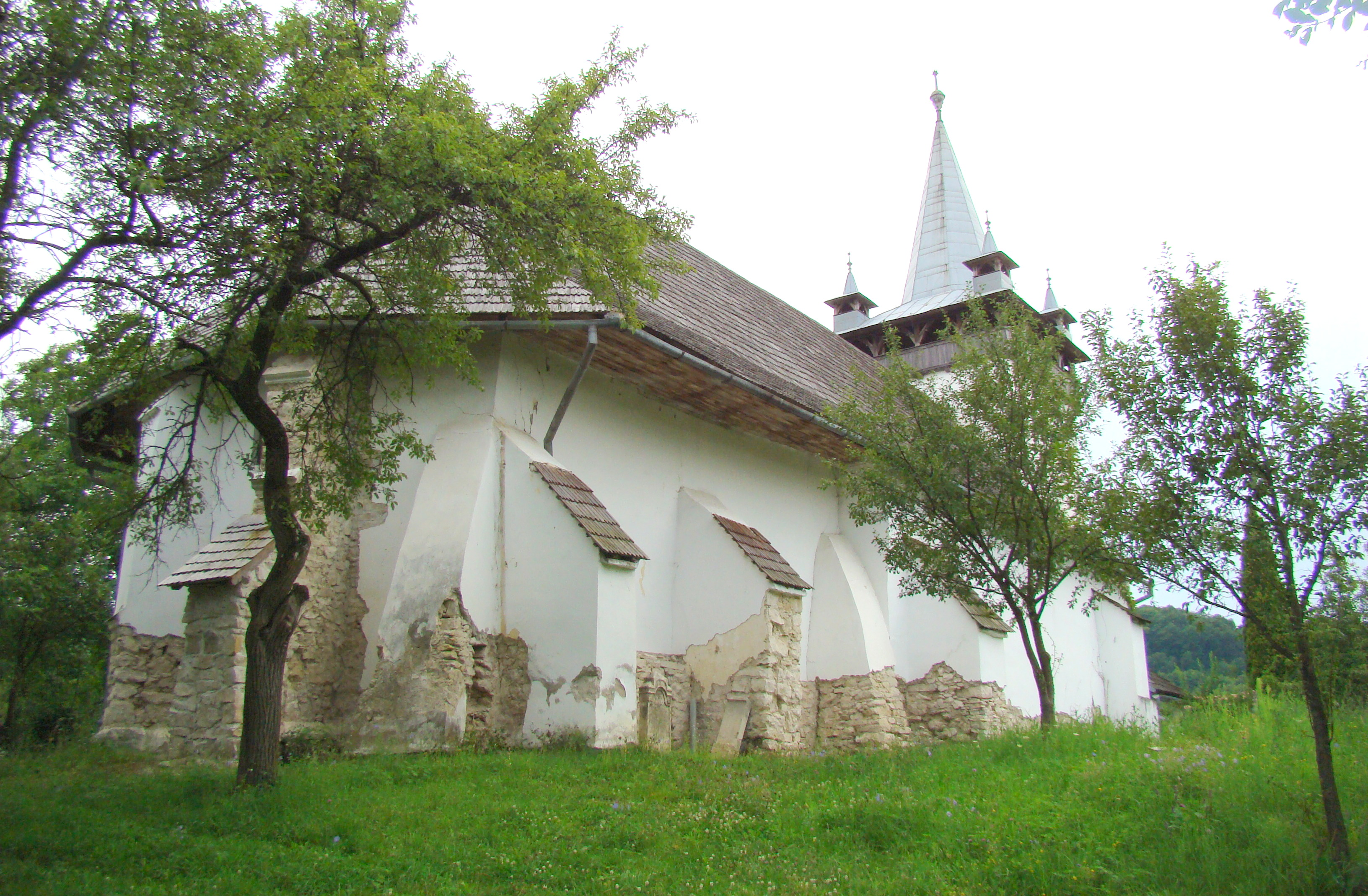
Biserica reformată (1402)
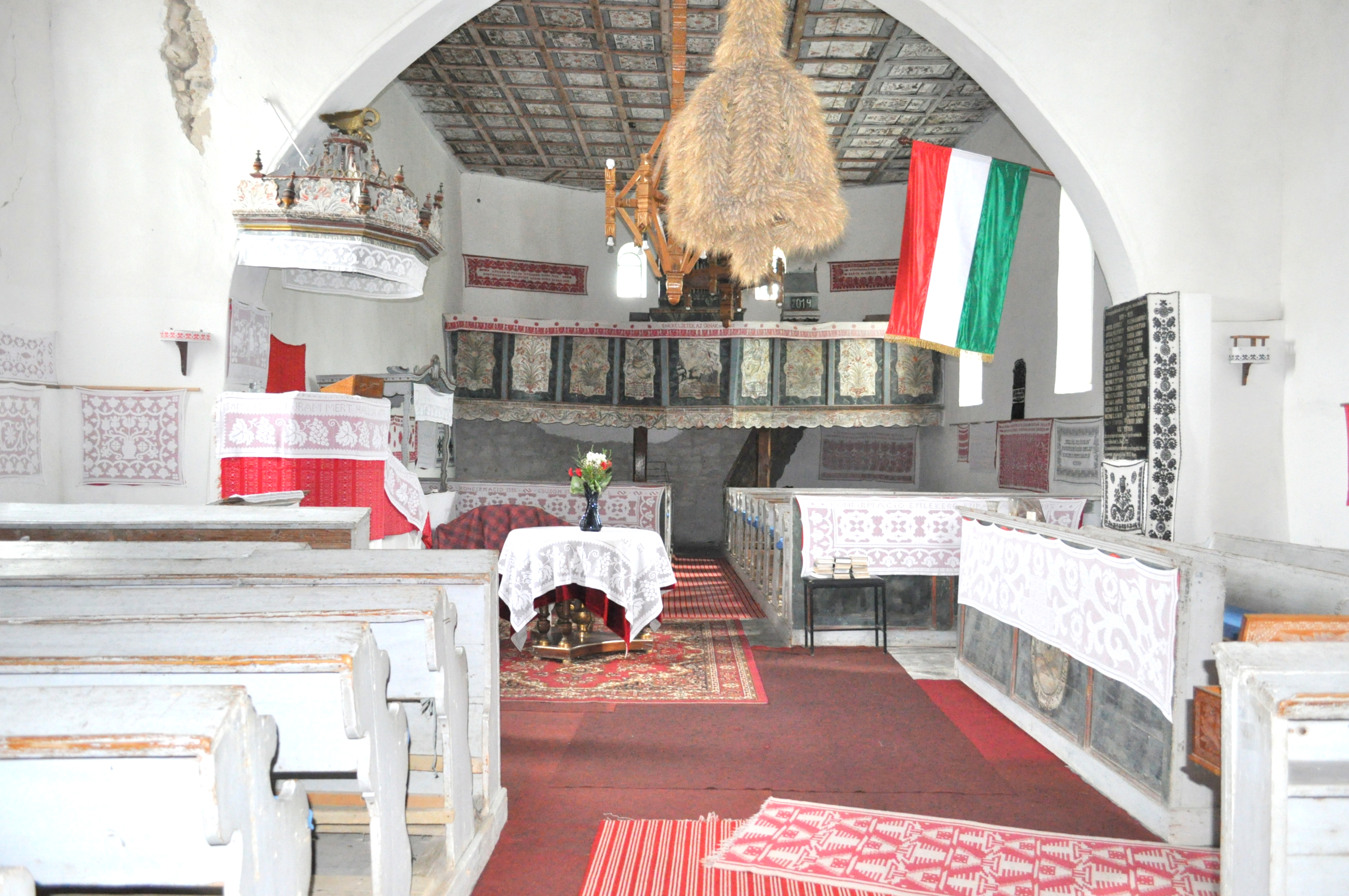
Biserica reformată (monument istoric)
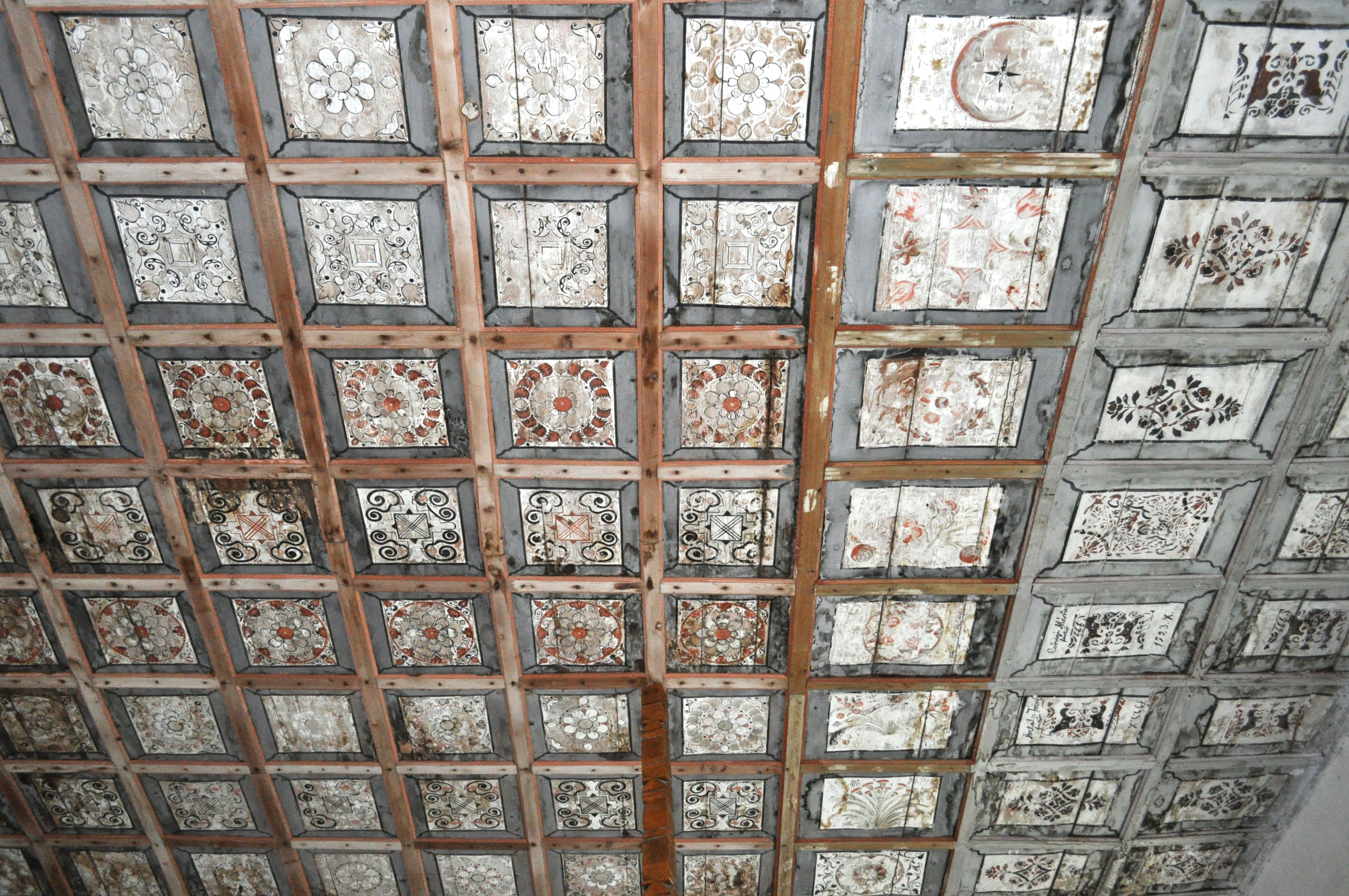
Tavanul casetat; casetele de lemn pictate au fost realizate în anul 1697 de Gyalui Asztalos János
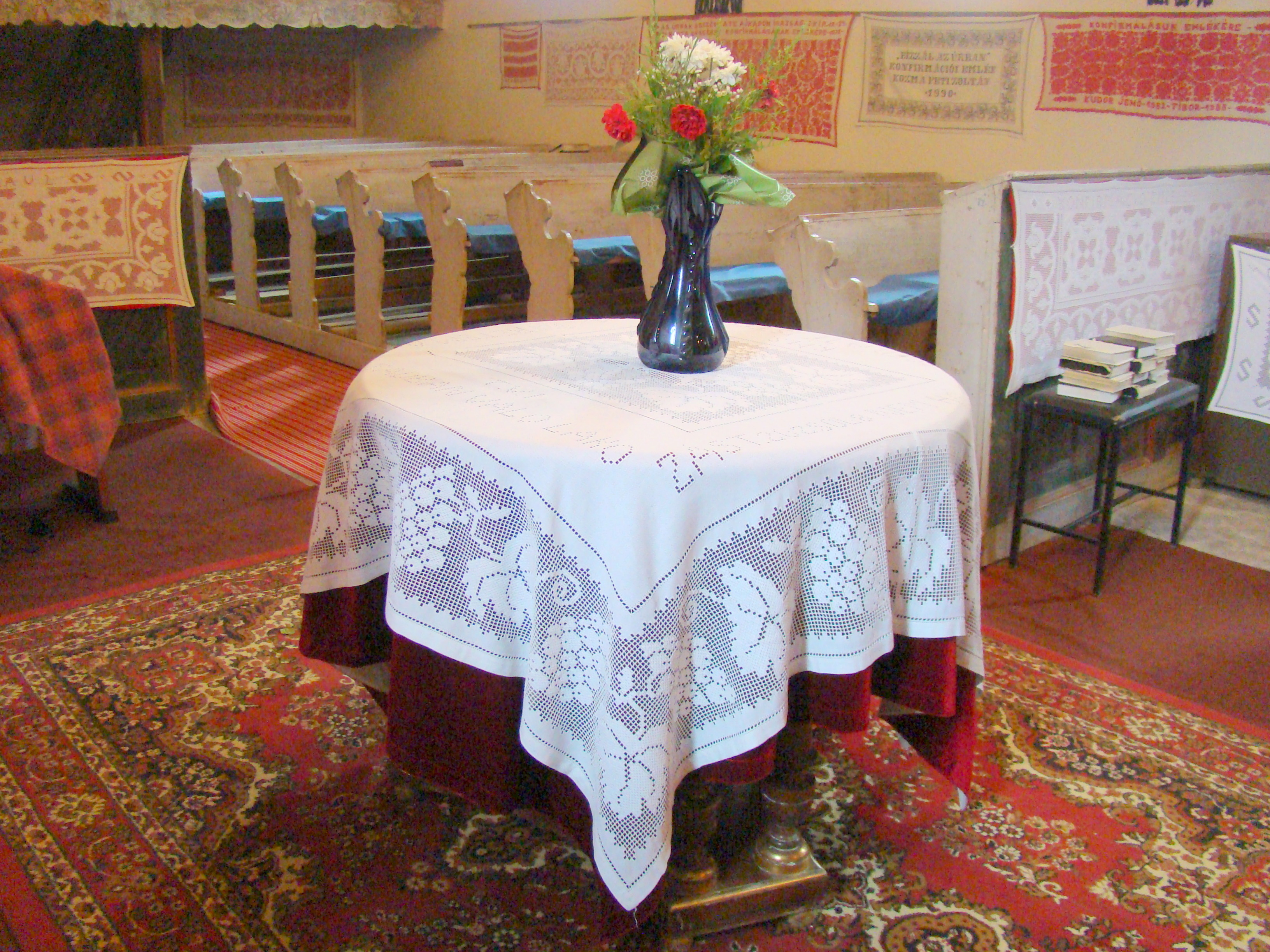
Masa Domnului

## Legături externe
Materiale media legate de Bicălatu la Wikimedia Commons